# راقص باليه

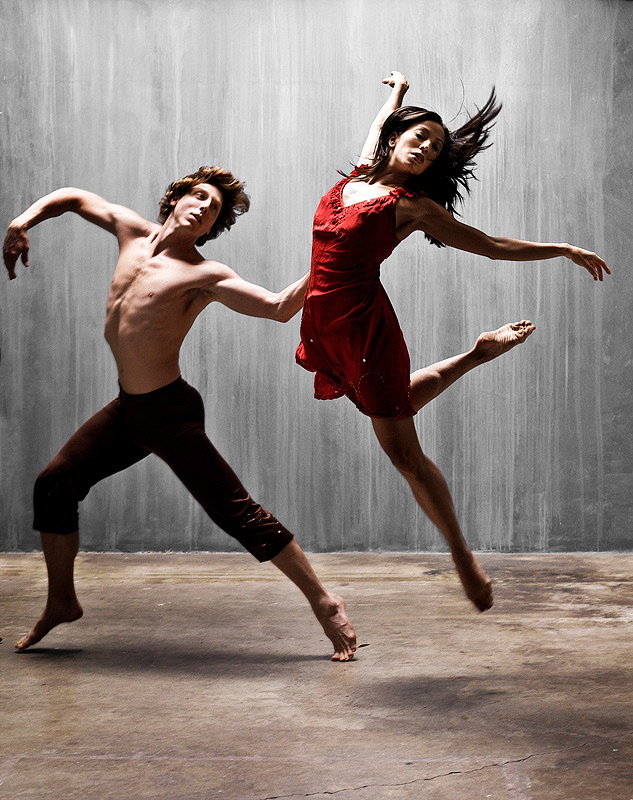
راقصو الباليه يؤدون رقصة حديثة.

راقص الباليه هو الشخص الذي يمارس فن الباليه ويتخذ من رقص الباليه مهنته. يعمل الراقصون المحترفون عادةً عن طريق العقد. وتتغير الحياة المهنية للراقصة عمومًا تماشيًا مع ظروف العمل المتغيرة والمتبدلة، وما يواجهونه الراقصون من ضغط المنافسة القوية وتدني الأجور. ولا يرتبط هؤلاء الراقصين في كثير من الأحيان بالعمل في شركة كبيرة، حيث يتوجب عليهم زيادة دخلهم في أدوراهم المرتبطة بالرقص، فعلى سبيل المثال، يقومون بتعليم الرقص والتدريب على رياضة الرقص واليوغا لتحقيق الاستقرار المادي.